# Endosymbiontentheorie

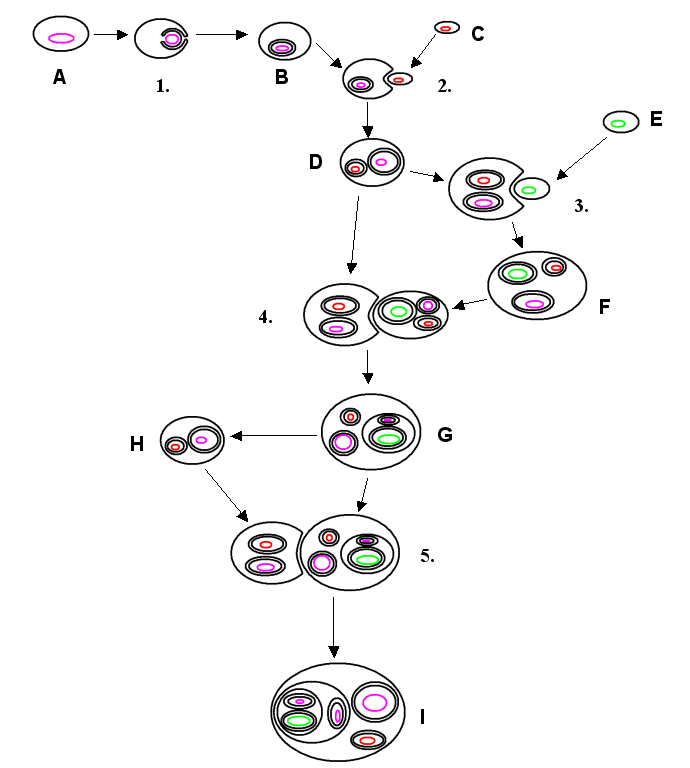
Schematische Darstellung der Endosymbiontentheorie
schwarz: Zell- oder Organellmembran;
rosa: eukaryotische DNA;
grün: cyanobakterielle DNA;
rot: proteobakterielle oder mitochondriale DNA

Die Endosymbiontentheorie (altgriechisch ἔνδον éndon ‚innen‘ und συμβίωσις symbíōsis ‚Zusammenleben‘) besagt, dass Eukaryoten aus einer Endosymbiose prokaryotischer Vorläuferorganismen hervorgegangen sind. Demnach sind chemo- und phototrophe Bakterien von Archaeen aufgenommen worden, in denen sie sich zu Zellorganellen ihrer Wirtszellen entwickelt haben, darunter Mitochondrien und Plastiden. Allerdings gibt es auch Eukaryoten, die weder Zellatmung noch Photosynthese betreiben und keine derartigen Organellen haben, wobei angenommen wird, dass diese Zellbestandteile nachträglich verloren gegangen sind.

## Geschichte
Der Gedanke der Endosymbiontentheorie ist erstmals von dem Botaniker Andreas Franz Wilhelm Schimper im Jahr 1883 veröffentlicht worden, der damit die Entstehung der Chloroplasten zu erklären versuchte.
Ähnliche Ideen vertreten zur damaligen Zeit Julius Sachs und Richard Altmann.
Die Hypothese wurde erneut 1905 von dem russischen Evolutionsbiologen Konstantin S. Mereschkowski, 1922 von Ivan Wallin und 1924 von Boris Koso-Poljanski aufgegriffen. Doch erst 1967 mit der Veröffentlichung von Lynn Margulis wurde sie bekannter.

## Erläuterung
Die Endosymbiontentheorie geht davon aus, dass Mitochondrien und Plastiden sich aus eigenständigen prokaryotischen Lebewesen entwickelt haben. Im Zuge des Evolutionsprozesses sind diese Einzeller eine Endosymbiose mit einer anderen Zelle eingegangen, das heißt, sie leben in ihrer Wirtszelle zum gegenseitigen Vorteil. Auch heute noch kann man beobachten, dass amöboide Einzeller (also solche mit einer „weichen“ Membran) Cyanobakterien aufnehmen, ohne sie zu verdauen.
Das Zusammenspiel der beiden zellulären Organismen hat sich dann im Verlauf der Evolution zu einer gegenseitigen Abhängigkeit entwickelt, in der keiner der beiden Partner mehr ohne den anderen überleben konnte, das heißt, es entstand eine Symbiose. Diese wird Endosymbiose genannt. Die Abhängigkeit geht so weit, dass die Organellen Teile ihres (nicht mehr benötigten) genetischen Materials verloren haben oder die entsprechenden Gene teilweise in das Kern-Genom integriert wurden. Einzelne Protein-Komplexe in den Organellen, wie z. B. die ATP-Synthase, werden so zum Teil aus kerncodierten, zum Teil aus mitochondrial codierten Untereinheiten zusammengesetzt.
Analysen der Genome deuten darauf hin, dass Plastiden von Cyanobakterien abstammen, während Mitochondrien von aeroben α-Proteobakterien (früher favorisiert: Rickettsiales, neuerdings, d. h. seit 2023: Iodidimonadales) abstammen. Diese Form der Endosymbiose zwischen einem Eukaryoten und einem Bakterium wird als primäre Endosymbiose bezeichnet. Entstand das Zellorganell durch die Aufnahme eines Eukaryoten, der bereits ein primäres Endosymbioseereignis erfahren hat, wird dies als sekundäre Endosymbiose bezeichnet.

### Plastiden

#### Primäre Plastiden
Primäre Plastiden sind von zwei Hüllmembranen umgeben, die den beiden Membranen des aufgenommenen Cyanobakteriums entsprechen, während die bei der Phagocytose entstehende darum herumliegende, ursprüngliche dritte Membran nicht mehr vorhanden ist. Insgesamt gibt es vier Linien von primären Plastiden und somit von autotrophen primären Endosymbionten:
1. die Glaucophyten-Linie:
die einzelligen Algen der Glaucophyta (syn. Glaucocystaceae) besitzen Plastiden, die dem Cyanobakterium in vielerlei Hinsicht noch sehr ähnlich sind und daher oft als „Cyanellen“ oder „Cyanoplasten“, gelegentlich auch als „Muroplasten“,[12] bezeichnet werden,
2. die Rhodophyten-Linie:
Rotalgen (wiss. Rhodophyta) besitzen „Rhodoplasten“ genannte Plastiden, die noch den Antennenaufbau (Phycobilisomen) der Cyanobakterien tragen.
3. die Chloroplastiden-Linie:
Die Plastiden der Viridiplantae (syn. Chloroplastida, Grünalgen und höhere Pflanzen)[13] stellen die am stärksten entwickelten Plastiden dar und tragen eine große Vielfalt an Antennenkomplexen. Die grünen Plastiden der Algen und höheren Pflanzen werden Chloroplasten genannt.
4. die Paulinella-Linie:
Die Plastiden der amöboiden Paulinella chromatophora (Euglyphida) nennt man Chromatophoren, manchmal wegen ihres Ursprungs ebenfalls „Cyanellen“.

Bei all diesen Linien wurden die einst aufgenommenen Cyanobakterien so stark angepasst, dass sie frei nicht mehr lebensfähig sind, und zum Organell, dem Plastiden bzw. Chloroplasten wurden. Dies geschah durch ‚endosymbiotischen Gentransfer‘ (EGT, ein Spezialfall des horizontalen Gentransfers HGT) von Genen des Organells auf den Zellkern. Es wurde lange diskutiert, ob so entstandene primäre Chloroplasten aus einem einzigen endosymbiotischen Ereignis oder aus mehreren unabhängigen Ereignissen in verschiedenen eukaryotischen Abstammungslinien stammen. Es wird heute allgemein angenommen, dass praktisch alle Organismen mit primären Chloroplasten einen einzigen gemeinsamen Vorfahren haben, der aus einer primären Endosymbiose vor etwa 600 Millionen bis 2 Milliarden Jahren entstand. Das damals aufgenommene Cyanobakterium stand offenbar nahe der heutigen Spezies Gloeomargarita lithophora, diese befindet basal sich im Stammbaum der Cyanobakterien nahe der Gattung Synechococcus.
Die Alge Cyanophora, ein Glaucophyt, gilt als einer der ursprünglichsten Organismen, die einen Chloroplasten enthalten.
- Eine Ausnahme ist Paulinella chromatophora. Diese stammt offenbar von einem Vorfahren ab, der unabhängig davon und viel später – vor etwa 90 bis 500 Millionen Jahren – ein Cyanobakterium der Gattung Prochlorococcus (oder Synechococcus) aufgenommen hatte.[15][21][18][22][2]
- Braarudosphaera bigelowii (Ordnung Coccolithophorida) hat das Cyanobakterium Ca. Atelocyanobacterium thalassa[e] UCYN-A als Symbionten in sich aufgenommen, das zur Stickstofffixierung (N2-Fixierung) fähig ist, ein sog. Nitroplast.[23][24][25][26][27][28][29]
- Die Kieselalge Rhopalodia gibba (Familie Rhopalodiaceae)[30] hat neben Kieselalgen-typischen sekundären Plastiden (s. u.) zusätzlich als weitere primäre Endosymbionten Cyanobakterien und reduzierte diese zu sogenannten Sphäroidkörpern (auch Sphaeroide, englisch spheroid bodies), die nicht mehr zur Photosynthese, sondern ebenfalls zur Stickstofffixierung dienen.[31][2][32][33][34] Nach Adler, Trapp et al. (2012)[32] zeigen die Endosymbionten Ähnlichkeit mit den Cyanobakterien-Stämmen ATCC 51142[35][36] und PCC 8801,[37][38] die früher der Gattung Cyanothece zugeordnet wurden, inzwischen aber zu den Spezies Crocosphaera subtropica respektive Rippkaea orientalis (beide Familie Microcystaceae) gehören. Auch die beiden Spezies Rhopalodia gibberula[39] und Epithemia turgida aus derselben Kieselalgen-Gattung bzw. -Familie haben Sphäroidkörper.[40] Wegen der gegenseitigen Abhängigkeit werden diese Sphäroidkörper als Organellen angesehen und daher auch Diazoplaste genannt.[41]
- Der zu den Arbuskulären Mykorrhizapilzen zählende Geosiphon pyriformis enthält endocytobiotische Cyanobakterien der Gattung Nostoc.

#### Sekundäre Plastiden

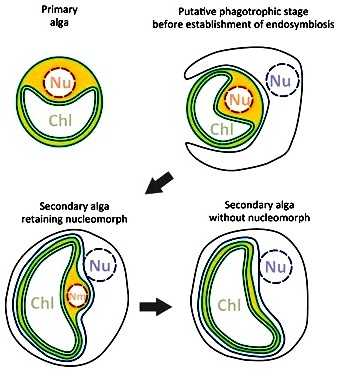
Schemazeichnung: Verlauf der Bildung von sekundären Chloroplasten.

Sekundäre Plastiden verfügen über drei oder sogar vier Hüllmembranen. Es ist kein Fall bekannt, in dem eine Aufnahme eines Glaucophyten zu einer sekundären Endosymbiose geführt hätte. Dagegen existiert eine Fülle von Organismengruppen, die eine Rotalge aufgenommen und sie in unterschiedlichem Maße reduziert haben. Einige Autoren nehmen an, dass dieses Ereignis nur einmal in der Evolution stattgefunden hat, und definieren so das Monophylum der Chromalveolata. In diese Gruppe gehören die Braunalgen, Gelbgrünalgen, Goldalgen, Cryptophyceen, Haptophyceen (Kalkalgen), und die Apicomplexa (z. B. Malaria-Erreger Plasmodium).
Auch sekundäre Endosymbiosen zwischen Eukaryoten und Grün- oder Rotalgen (d. h. primären Endosymbionten) sind bekannt. So wird angenommen, dass die Euglenozoa und die Chlorarachniophyta unabhängig voneinander primäre Endosymbionten in sich aufgenommen haben.

#### Tertiäre Plastiden
Offenbar ist es auch zu tertiären Endosymbiosen gekommen. Die drei ungewöhnlich pigmentierten Dinoflagellaten-Spezies Gymnodinium galatheanum und Gymnodinium breve und Gyrodinium aureolum (ein Synonym für Gymnodinium aureolum) haben Plastiden, die 19′-Hexanoyloxy-Fucoxanthin als Hauptcarotinoid besitzen und nicht das für die meisten Dinoflagellaten charakteristische Peridinin.
Analysen der SSU rDNA aus dem Plastid und dem Kerngenom dieser Dinoflagellaten deuten darauf hin, dass sie ihre Plastiden durch Endosymbiose eines Haptophyten erworben haben. Bei den Haptophyten selbst geht man davon aus, dass ihre Plastiden sekundären Ursprungs sind; daher scheinen diese Dinoflagellaten tertiäre Plastiden zu besitzen.

Die Endosymbiontentheorie – bezogen auf autotrophe Organismen und die Entstehung der unterschiedlichen Pigmentsysteme. Der Grafik liegt die Annahme zugrunde, dass der Rotalgen- und der Choroplastiden-Linie zwei separate primäre Endosymbiose-Ereigisse zugrunde liegen. Allerdings sind hier die sehr ursprünglichen Glaucophyten nicht berücksichtigt. Nach heute vorherrschender Auffassung liegen diese basal im gemeinsamen Stammbaum der hier aufgeführten ersten drei Plastiden-Linien, lediglich die unberücksichtigte kleine Paulinella-Line entwickelte sich später aus einer separaten primären Endosymbniose.

### Mitochondrien und MROs
Es gibt einige Protozoen („Archezoa“), die keine Mitochondrien (und auch keine Plastiden) besitzen. Zunächst wurde angenommen, sie seien primitiv und unmittelbar aus der urtümlichen Wirtszelle der Endosymbionten hervorgegangen. Dies ist vermutlich falsch.
Die meisten dieser Organismen besitzen mit den Hydrogenosomen bzw. Mitosomen Organellen, die offenbar entweder von Mitochondrien abstammen oder mit diesen einen gemeinsamen Ursprung in den α-Proteobakterien haben. In einigen Fällen sind sogar noch eigene DNA und Ribosomen vorhanden.
Mitochondrien und ähnliche (d. h. abgeleitete) Organellen wie Hydrogenosomen und Mitosomen werden daher zusammen als „mitochondrienverwandte Organellen“ (englisch mitochondrion-related organelles, MROs), auch „mitochondrien-ähnliche Organellen“ (en. mitochondrion-like organelles, MLOs) genannt, klassifiziert. Zu diesen gehören auch die anaeroben und DNA-freien Organellen von Henneguya salminicola (alias H. zschokkei, Myxozoa).
Eine Ausnahme ist die Gattung Monocercomonoides (Excavata), die keine Organellen aus dieser Gruppe aufweist. Man nimmt an, dass diese Einzeller durch horizontalen Gentransfer ein zytosolisches System erworben hatten, um für die Proteinsynthese erforderliche Eisen-Schwefel-Cluster bereitzustellen. Danach waren ihre mitochondrialen Organellen in all ihren Funktionen überflüssig und gingen verloren.
In all diesen Fällen enthält die DNA im Zellkern Sequenzen, die eindeutig mitochondrialen Ursprungs sind. Wahrscheinlich haben alle amitochondrialen Eukaryoten ihre Mitochondrien sekundär verloren oder umgewandelt.
Eine im Herbst 2020 veröffentlichte Studie legt anhand von umfangreichen Genomanlysen nahe, dass – obwohl bisher noch keine primär amitochondrialen Eukaryoten gefunden wurden – die Vorfahren der Eukaryoten zuerst ihre komplexes Genom mit den zugehörigen Strukturen und danach die Mitochondrien (oder Vorläufer davon) erworben haben.
Weitere MLOs mit eigenem Genom wurden bei Einzellern der Gattung Blastocystis gefunden.
Im Jahr 2023 identifizierten Laura Eme, Daniel Tamarit et al. auf Basis einer vergleichenden Analyse von Asgard-Genomen die Ordnung Hodarchaeales innerhalb der Heimdallarchaeia als Schwesterklade der Eukaryoten unter den zu diesem Zeitpunkt bekannten Archaeen.

## Geißeln
Lynn Margulis hatte 1970 vermutet, die eukaryotischen Geißeln könnten ihren Ursprung in epibiontischen Spirochaeten haben, die sich symbiotisch an die Ur-Eukaryoten angelagert hätten (Spirochaeten-Hypothese). Zwar gibt es Beispiele für epibiontische Bakterien bei Eukaryoten (siehe Epixenosoma/Euplotidium). Jedoch konnten Hinweise auf DNA in eukaryotischen Basalkörpern bzw. Zentriolen nie bestätigt werden (ganz anders als in Mitochondrien und Chloroplasten). Der Fund, dass Naegleria gruberi beim Übergang vom Amöben- zum begeißelten Flagellaten-Stadium diese Basalkörper bzw. Zentriolen de novo synthetisiert, spricht weiter gegen die Spirochaeten-Hypothese (dies ist von Plastiden und MROs nicht bekannt). Der Ursprung der eukaryotischen Geißeln bleibt aber ungeklärt bzw. in Diskussion. Dabei wurden auch für den Ursprung dieser Organellen und ihrer Mikrotubuli-Struktur andersartige Symbiosen vorgeschlagen. Andererseits wurden 2022 bei Vertretern der Odinarchaeota Tubulin-Vorstufen gefunden (OdinTubuilin), die Ähnlichkeiten zu prokaryotischen Zellteilungsproteinen (FtsZ) zeigen, was gegen eines symbiotischen Erwerb sprechen könnte.

## Indizien

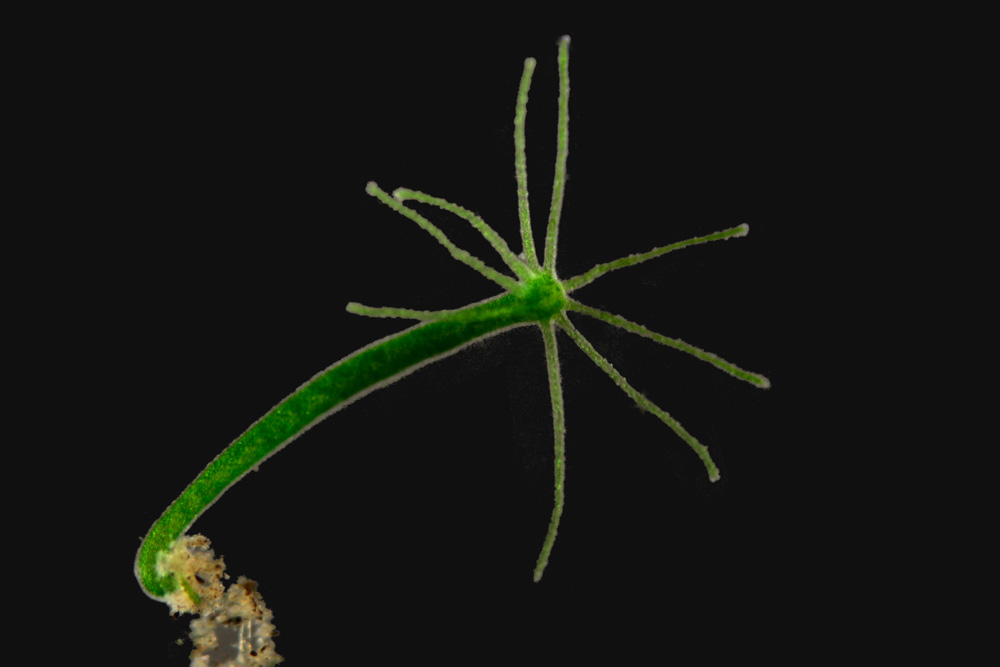
Hydra viridissima aufgenommen mit Dunkelfeldmikroskopie

1. Man kann heute bei unterschiedlichen Lebewesen verschiedene Stadien zwischen Symbiose und Endosymbiose beobachten:
  - Korallen, einige Muscheln, der Wurm Convoluta roscoffensis, aber zum Beispiel auch Blattläuse leben in Symbiose mit Algen oder Bakterien, die im Zellinneren ihrer Wirte leben. Bei den endosymbiotischen Bakterien der Blattläuse werden Beschleunigungen der Evolutionsraten – einhergehend mit Genverlusten und einem Anstieg des AT-Gehaltes der DNA – beobachtet, wie sie auch bei Zellorganellen zu finden sind.

  - Der Süßwasserpolyp Hydra viridissima (Grüne Hydra) kann durch Endocytose Zoochlorellen aufnehmen und mit deren Hilfe Photosynthese betreiben.
  - Manche Acoelomorpha, z. B. die Gattung Waminoa, leben mit Zooxanthellen in Symbiose und ernähren sich unter anderem von deren Photosyntheseprodukten. Symsagittifera roscoffensis (Gattungs-Alias Convoluta, Fam. Convolutidae: Acoela) lebt in Symbiose mit der einzelligen Grünalge Tetraselmis convolutae (die aber auch frei im Ozean leben kann).[59][60]

  - Ganz allgemein sind Zooxanthellen Protisten, die als Endosymbionten in einer Reihe von Lebewesen leben können.
  - Die Wurzeln einiger Pflanzen leben in Symbiose mit stickstofffixierenden Bakterien (Rhizobien).
  - Bei Foraminiferen und Schwämmen kommen Rotalgen als Endosymbionten vor.[59][61]
  - Noctiluca scintillans nimmt Grünalgen der Spezies Pedinomonas noctilucae (Pedinophyceae) auf, die im Innern als Endosymbionten weiterleben.[62]
  - Bei Dinoflagellaten sind verschiedene Stadien zu finden: Kleptoplastiden, komplexe Rhodoplasten und tertiäre Endosymbiosen, die auf die Aufnahme von Cryptophyceen oder auch Kalkalgen (Haptophyta), eine Gruppe mariner Algen, zurückzuführen sind. Nachgewiesen wurde die tertiäre Endosymbiose zwischen Kalkalgen und Dinoflagellaten bei den Arten Gymnodinium breve, Gymnodinium galatheanum und Gyrodinium aureolum.[63]
  - Heterotrophe Dinoflagellaten können auch Symbiosen mit Cyanobakterien bilden. Diese Cyanobionten der Dinoflagellaten werden auch Phaeosomen genannt. Man findet solche Symbiosen am häufigsten in tropischen Meeresumgebungen; die genaue Funktion des Cyanobionten hängt von seiner Wirtsart ab. Häufig vorkommende marine Cyanobakterien der Gattung Synechococcus bilden Symbiosen mit Dinoflagellaten der Gattungen Ornithocercus, Histionesis und Citharistes, von denen man annimmt, dass sie ihrem Wirt durch die Bereitstellung von fixiertem Stickstoff in oligotrophen, subtropischen Gewässern nutzen.[64]Phaeosomen-Symbiosen wurden besonders in geschichteten Umgebungen mit begrenztem Stickstoffangebot dokumentiert; das Leben innerhalb eines Wirts kann für das Cyanobakterium eine für die Stickstofffixierung günstige anaerobe Umgebung bieten.[65]Allerdings gibt es auch widersprüchliche Belege; eine Studie über Phäosomen in Zellen von Ornithocercus spp. hat den Nachweis erbracht, dass Symbionten der Gattung Synechococcus eher organischen Kohlenstoff als Stickstoff liefern, was auf das Fehlen von Nitrogenase in diesen Cyanobakterien zurückgeführt werden könnte.[66]
  - Für die 2019 zunächst im meromiktischen Zugersee (Schweiz), dann auch in Seen Frankreichs, Taiwans und Ostafrikas gefundene Gruppe um das Bakterium Candidatus Azoamicus ciliaticola wurde 2021 eine neue Ordnung innerhalb der Gammaproteobacteria mit der provisorischen Bezeichnung eub62A3 group (alias Candidatus Azoamicus group) vorgeschlagen, zusammen mit zwei Untergruppen A (nächst Ca. A. ciliaticola) und B.
Ca. A. ciliaticola lebt endosymbiotisch in Wimpertierchen (Ciliophora) der Klasse Plagiopylea. Das Bakterium kann Nitrat atmen und zur Energieproduktion verwenden, die er seinem Wirt in anaerober Umgebung in den Tiefen des Sees zur Verfügung stellt.[67]
  - Hatena arenicola beherbergt einen quasi-permanenten, Prasinophyten-ähnlichen Endosymbionten (verwandt mit der Gattung Nephroselmis, Chlorophyta). Bei der Zellteilung bekommt nur eine Tochter den einzelnen Endosymbionten, die andere muss diesen wieder aus der Umwelt erwerben.[2]
2. Der Pilz Geosiphon pyriforme (syn. G. pyriformis) enthält endosymbiontische Cyanobakterien der Gattung Nostoc.[68]
3. Blattläuse (z. B. die Erbsenlaus) können in besonderen Darmzellen (sog. ‚Bakteriozyten‘) endosymbiontische Bakterien der Gattung Buchnera (ggf. auch Regiella u. a., alle Enterobacteriaceae) beherbergen, die über die Eier an die nächste Generation weitergegeben werden. In den Darmzellen von Motten-Schildläusen (Aleyrodoidea) findet man gleich zwei endosymbiontische Bakterien verschachtelt.[69] Bei Schmierläusen der Spezies Planococcus citri wurde sogar eine verschachtelte ‚sekundäre‘ Endosymbiose gefunden.[70]
4. Plastiden und Mitochondrien sind von ihrem Aufbau her Prokaryonten: kein Zellkern, ringförmige DNA, die DNA ist nicht durch Histone assoziiert, sondern durch sogenannte HLPs verdichtet (Analogie), Größe entspricht kleinen Bakterien. Sie stellen ihre eigenen Proteine her, wobei sie einen prokaryotischen Proteinbiosyntheseapparat besitzen. Ihre Ribosomen ähneln denen der Bakterien, nicht denen der Wirtszelle (≤ 70-S- anstatt 80-S-Ribosomen). Die mRNA der beiden Organellen besitzt nicht die für Eukaryoten typische 5'-Cap-Sequenz, und auch die Polyadenylierung fehlt. Die Cyanellen der Glaucophyta sind sogar noch von einer dünnen bakteriellen Zellwand umgeben. Rotalgen und Glaucophyta setzen wie Cyanobakterien Phycobiline zum Auffangen von Photonen in der Photosynthese ein.
5. Die DNA-Sequenzen der Mitochondrien ähneln denen der α-Proteobakterien, während Plastiden-DNA-Sequenzen im Cyanobakterien-Stammbaum platziert werden. Ein Vergleich mit der Wirts-DNA weist auf keine Abstammung der Organellen vom Wirt hin.
6. Primäre Plastiden und Mitochondrien sind von Doppelmembranen umgeben, wobei, der Hypothese entsprechend, die äußere beim „Verschlucken“ des Bakteriums hinzugekommen ist. Die innere entspricht der von Bakterien (Vorkommen von Cardiolipin, kein Cholesterin; außerdem Vorkommen von Transmembranproteinen (β-barrel-Proteine), die nur in den Membranen von Bakterien und Zellorganellen vorkommen), die äußere der von Eukaryoten.
7. Die besten Belege für sekundäre Endosymbiosen finden sich bei den Chlorarachniophyceen, zu den Cercozoa gehörende Amöben, und den Cryptophyceen, einer eigenständigen Algenklasse. Beide Algengruppen enthalten komplexe Plastiden mit vier Hüllmembranen. Zwischen den beiden äußeren und den beiden inneren Hüllmembranen befindet sich der periplastidäre Raum mit einem Nucleomorph, einem stark reduzierten eukaryotischen Zellkern mit je drei linearen kleinen Chromosomen und eukaryotischen 80-S-Ribosomen. Genomsequenzierungen und phylogenetische Analysen zeigten, dass Nucleomorph und Plastid der Chlorarachniophyceen auf eine sekundäre Endosymbiose mit einer Grünalge, der komplexe Plastid der Cryptophyceen jedoch auf eine sekundäre Endosymbiose mit einer Rotalge zurückzuführen sind. Von der Chlorarachniophycee Bigelowiella natans und von der Cryptophycee Guillardia theta wird/wurde das Nucleomorph-Genom vollständig durchsequenziert. Da bei Rotalgen die Stärkesynthese im Cytoplasma stattfindet und nicht wie bei den Grünalgen und Landpflanzen im Plastiden, spricht das Vorkommen von Stärke im periplastidären Raum der Cryptophyceen ebenfalls für eine sekundäre Endosymbiose.
8. Mitochondrien und Plastiden vermehren sich durch Teilung und werden bei Teilung der Wirtszelle auf die Tochterzellen verteilt. Sie entstehen nicht de novo, d. h. sie können von der Zelle bei zufälligem Verlust nicht neu gebildet werden.
9. Die membrangebundenen ATPasen der Bakterien und Organellen (wie Mitochondrien) sind untereinander nahe verwandt, genauso wie die der Archaeen und die Eukaryoten-eigenen. Zwischen diesen beiden Gruppen besteht nur eine entferntere Verwandtschaft.[71] Bei kleinen Gruppen von Bakterien und Archaeen mit den ‚falschen‘ ATPasen vermutet man horizontalen Gentransfer.[72]